# Cristian Munteanu
Cristian Munteanu (n. 10 noiembrie 1974, Isaccea, Județul Tulcea) este un fost fotbalist român. A evoluat pe postul de portar. Ultima echipă la care a jucat a fost FC Dinamo București.

## Biografie
Și-a început cariera la Farul Constanța, pentru care a debutat în Liga 1 la 22 noiembrie 1992, într-un meci cu Oțelul Galați.
În 1997 a făcut pasul spre Dinamo, dar nu a reușit să se impună în disputa pentru postul de titular cu Florin Prunea, fiind cedat apoi la FC Național. După trei sezoane a semnat cu Oțelul Galați, evoluțiile de aici readucându-l în atenția echipei FC Dinamo București. Din nou concurența puternică cu Ștefan Preda, Gregory Delwarte și Vladimir Gaev l-a împins spre FC Național, unde era dorit de Walter Zenga.
În 2005 și-a încercat norocul în străinătate, la echipa cipriotă AEK Larnaca, dar după doar jumătate de sezon a revenit în țară, semnând a treia oară cu Dinamo.
Din 2006 s-a transferat din nou la FC Național, alături de care a retrogradat din Liga Întâi. Aici a ocupat și funcția de manager, având ca obiectiv revenirea pe prima scenă.
În 2008 revine în Liga 1, dar nu cu Progresul ci la CS Otopeni, echipă proaspăt promovată în primul eșalon. Echipa din județul Ilfov nu rămâne decât un an în prima ligă, și deși avea un contract pe două sezoane, Cristi Munteanu reziliază înțelegerea și acceptă propunerea de a reveni la Dinamo unde este coleg cu vărul său, George Curcă, pe care chiar Cristi l-a îndreptat spre fotbal în copilărie.
La Dinamo nu rezistă însă decât două săptămâni, jucând rar în meciurile de pregătire, și astfel a fost împrumutat la nou-promovata Astra Ploiești, echipă cu care a semnat un contract valabil până în vara anului 2010. La jumătatea sezonului 2009-2010 a fost însă chemat înapoi la Dinamo, care îl pierduse pe Florin Matache, transferat la U Cluj, și a devenit titular în poarta alb-roșilor după accidentarea lui Emilian Dolha. La începutul sezonului 2010-2011, Cristian Munteanu a fost îndepărtat de la Dinamo de noul antrenor, Ioan Andone, care a căutat să întinerească echipa. După despărțirea de FC Dinamo, a semnat un contract cu trustul PRO TV/SPORT.RO, unde susține două emisiuni cu temă fotbalistică alături de Ioana Cosma și Marius Chitan, Special și Informația.